# Хабирова, Светлана Асхатовна
Светлана Асхатовна Хабирова (род. 12 марта 1978, Стерлитамак, Башкирская АССР) — российская тяжелоатлетка, выступавшая в весовых категориях до 69 кг и до 75 кг, чемпионка мира. Рекордсменка России в весе до 69 кг в рывке (105,5 кг) и в толчке — 137,5 кг. (2001); Европы и России в весовой категории до 75 кг среди женщин: рывок — 110 кг; толчок — 135 кг; в сумме двоеборья — 245 кг. (2000). 8-кратная рекордсменка мира среди юниорок (1997). Участница Игр Олимпиады в Сиднее (Австралия, 2000).

## Спортивная карьера
- чемпионка Европы среди девочек — 1994;
- двукратная чемпионка мира среди юниорок — 1995, 1996
- чемпионка Европы среди юниорок — 1997
- серебряный призёр чемпионата Европы среди женщин — 1998, 2002
- чемпионка Европы среди женщин — 1999 год (Болгария);
- чемпионка мира — 2002
- вице-чемпионка мира — 2001

На Олимпиаде — 2000 в Сиднее была 6-й.
Воспитанница спортклуба «Каучук» г. Стерлитамак (тренер — П. И. Никитин). Окончила Стерлитамакский техникум физической культуры (1994), Уральский государственный университет физической культуры.
В 1994—2002 годы выступала за ШВСМ РБ, в 1994—2004 гг. — за спортивно-тренировочный центр № 464 ВВС России. На соревнованиях представляет ЦСКА и Якутию.
Член юношеской, национальной сборной команды России (1994—2004).
Живёт в Салехарде.

## Награды
Награждена почётными знаками «За самоотверженный труд в РБ» (2000), «Выдающийся спортсмен РБ» (1995).